# 天鵝座V1339
天鵝座V1339，又名BD+45 3637，HD 206632、SAO 51204、HR 8298，是天鵝座的一颗恒星，视星等为6.17，位于銀經91.92，銀緯-5.4，其B1900.0坐标为赤經21h 38m 18.9s，赤緯+45° -5.4′ 35″。